# Miombospett
Miombospett (Campethera bennettii) är en fågel i familjen hackspettar inom ordningen hackspettartade fåglar.

## Utseende och läte
Miombospetten är en medelstor hackspett med fläckad snarare än streckad eller tvärbandad undersida. Hanen har rent vitt på kinder och strupe, rött mustaschstreck och röd hjässa. Honan är tydligt brunaktig på strupe, kind och i ett ögonstreck. Liknande tanzaniaspetten är mindre samt har diagnostiskt fläckad strupe och mindre tydlig ansiktsteckning.

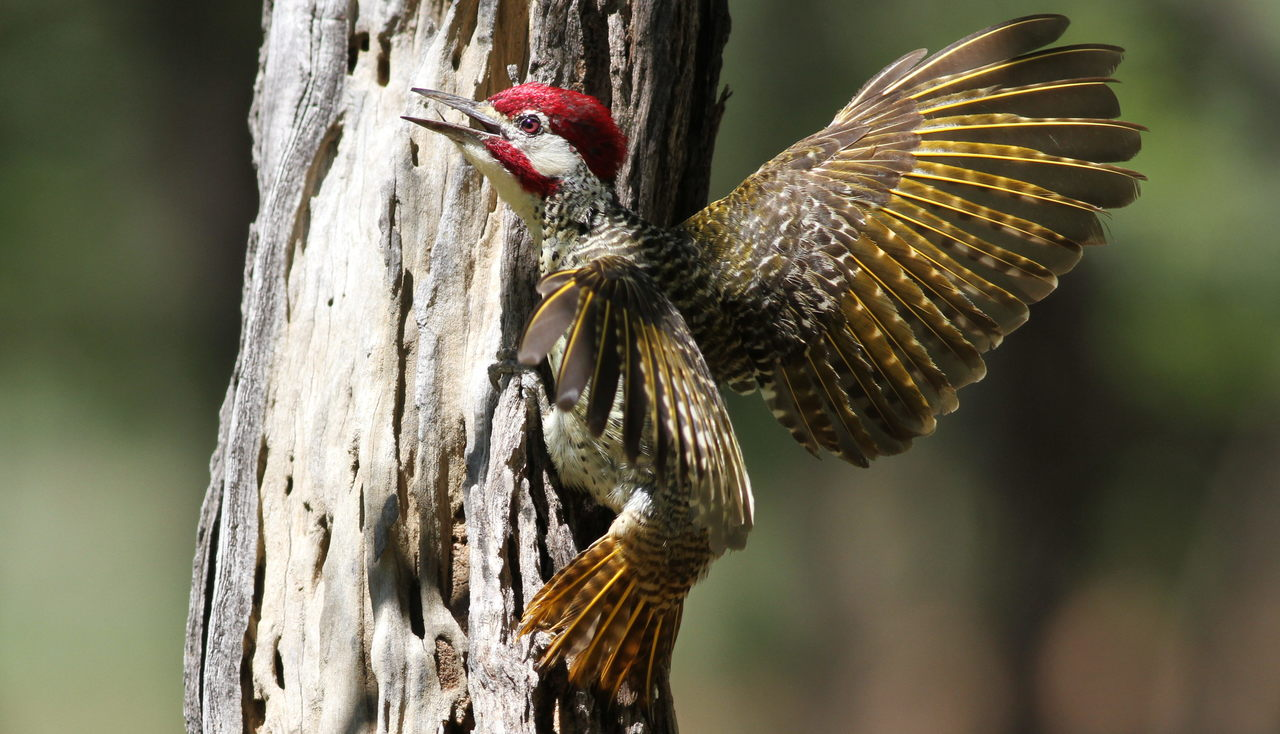

## Utbredning och systematik
Miombospett delas in i två underarter med följande utbredning:
- Campethera bennettii bennettii – förekommer från Angola till sydöstra Demokratiska republiken Kongo, Tanzania, Malawi och nordöstra Sydafrika
- Campethera bennettii capricorni – förekommer från södra Angola till norra Namibia, norra Botswana och sydvästra Zambia

Vissa inkluderar även tanzaniaspett (C. scriptoricauda) som en underart.

## Levnadssätt
Miombospett hittas i uppvuxen öppen lövskog. Den undviker torrare buskmarker. Fågeln ses i par och smågrupper, mestadels på marken där den födosöker efter myror och termiter och deras larver.

## Status
Arten har ett stort utbredningsområde och beståndet anses stabilt. Internationella naturvårdsunionen IUCN listar den därför som livskraftig (LC).

## Namn
Fågelns vetenskapliga artnamn hedrar Edward Turner Bennett (1797-1836), brittisk zoolog och sekreterare i Zoological Society of London 1826-1836.